# Radio-Canada Estrie
 (janvier 2012).
Si vous disposez d'ouvrages ou d'articles de référence ou si vous connaissez des sites web de qualité traitant du thème abordé ici, merci de compléter l'article en donnant les références utiles à sa vérifiabilité et en les liant à la section « Notes et références ».
Radio-Canada Estrie est une station régionale de la Société Radio-Canada située à Sherbrooke. La station regroupe les équipes de la radio, de la télévision et du web, d'où son nom de "station intégrée multiplateforme".

## Histoire
La station intégrée de Radio-Canada Estrie a été créée en août 2009 et se situe au 1335 rue King Ouest.

## Programmation

### Radio
Radio-Canada Estrie contribue à trois chaînes de radio : la Première Chaîne (101,1 FM à Sherbrooke), Espace musique (90,7 FM en Estrie) et CBC Radio One (91,7 FM en Estrie).

#### Première Chaîne (101,1 FM)
Les équipes de Radio-Canada Estrie préparent des bulletins d'information régionale diffusés tout au long de la journée (6h30, 7h30, 9h05, 10h05, 11h05, 12h10, 14h05, 15h30, 16h30) à la Première Chaîne.
Radio-Canada Estrie diffuse l'émission régionale Estrie-express du lundi au vendredi de 15 heures à 17 heures. Animée par Réjean Blais, l'émission propose un tour complet de l'actualité régionale, nationale et internationale. L'équipe de journalistes présente des reportages et entrevues en lien avec l'actualité, des informations sur l'actualité culturelle et sportive ainsi que la météo régionale. Plusieurs chroniqueurs spécialisés dans leurs domaines interviennent également régulièrement.

#### Espace musique (90,7 FM)
Depuis l'automne 2010, Espace musique compte parmi sa programmation deux plages d'animation régionale. Bianca Gagné et Marie-Claude Veilleux animent l'émission Beau temps, mauvais temps du lundi au vendredi, respectivement de 9 heures à 12 heures et de 12 heures à 15 heures. L'émission propose un choix varié de chansons de tous genres avec des sonorités d’ici et d’ailleurs, des artistes émergents, des infos sur l’actualité culturelle estrienne, et sans pause publicitaire.
L'émission Sur la route, animée par Jacques Beaulieu, est diffusée de Sherbrooke partout au pays, chaque vendredi de 20 heures à minuit. Passionné de folk, de blues et de country, il propose une sélection d'artistes et de musiques qui le font vibrer.

#### Radio One (91,7 FM)
Une journaliste de Radio-Canada Estrie contribue à l'émission anglophone Quebec AM, diffusée de la ville de Québec du lundi au vendredi de 5 heures 30 à 8 heures 30.

### Télévision
Radio-Canada Estrie produit et diffuse Le Téléjournal-Estrie, bulletin d'information régionale et des émissions spéciales. Des journalistes de Radio-Canada Estrie contribuent également au Réseau de l'Information (RDI).

#### Le Téléjournal Estrie
Le Téléjournal Estrie est le seul bulletin d'information régional diffusé 7 jours sur 7 en Estrie. Ce bulletin est présenté par Marie-Eve Lacas du lundi au jeudi et par Pierrick Pichette du vendredi au dimanche. Il est diffusé en direct tous les jours à 18 heures à la Télévision de Radio-Canada Estrie (CKSH-DT). D'une durée d'une heure en semaine et de 30 minutes le week-end, il aborde l'actualité régionale, ainsi que les nouvelles nationales et internationales touchant les Estriens.
Chantal Rivest, qui a été à la barre du Téléjournal Estrie en semaine pendant plusieurs années, a quitté la région pour travailler à D'abord l'info, à Montréal.

#### Émissions spéciales
Radio-Canada Estrie produit et diffuse des émissions spéciales ou estivales selon les saisons et les thèmes d'actualité en Estrie.
Quelques exemples :
- Les Cantons d'Anik et Mireille durant les étés 2010 et 2011 et pendant le temps des fêtes 2011
- Forum public Mourir dans la dignité en 2010
- Sherbrooke 2013, la route à suivre en mai 2011
- Forum public sur l'intimidation en octobre 2011
- Plein la vue en novembre 2011
- Au-delà du panier en décembre 2011
- etc.

#### Réseau de l'Information
Des journalistes de Radio-Canada Estrie contribuent au Réseau de l'Information (RDI) du lundi au vendredi entre 6 heures et 14 heures, en fonction des nouvelles de la région de l'Estrie.

### Internet
Le site Internet de Radio-Canada http://www.radio-canada.ca/ est géolocalisé et donne accès aux nouvelles régionales, nationales et internationales. L'équipe de Radio-Canada Estrie alimente régulièrement la section régionale http://www.radio-canada.ca/estrie.
- Page d'accueil du site Internet de Radio-Canada : http://www.radio-canada.ca
- Page des nouvelles de l'Estrie : http://www.radio-canada.ca/estrie
- Page du Téléjournal Estrie : http://www.radio-canada.ca/emissions/Telejournal_Estrie (possibilité de revoir les bulletins d'information)
- Page de l'émission Estrie-express : http://www.radio-canada.ca/estrieexpress (possibilité de ré-écouter des reportages et entrevues)
- Page d'Espace musique : http://www.radio-canada.ca/espace_musique